# Margraviato de Baden-Baden
El Margraviato de Baden-Baden fue un territorio moderno dentro del Sacro Imperio Romano Germánico. Fue creado en 1535 junto con el Margraviato de Baden-Durlach como resultado de la división del Margraviato de Baden. El territorio consistía de una zona central en el tramo medio del Alto Rin alrededor de la ciudad capital de Baden, así como también señoríos en las ciudades de Mosela y Nahe.
Mientras el protestantismo se expandía por Baden-Durlach, Baden-Baden se mantendría católica desde la Guerra de los Treinta Años (1618-1648) en adelante. Después de la destrucción completa del territorio en la guerra de los Nueve Años (1688-1697), el margrave Luis Guillermo, "el Turco Luis", trasladó la capital a Rastatt y construyó allí el Schloss Rastatt, el primer palacio barroco en el Alto Rin. Bajo la regencia de su viuda, Sibila de Sajonia-Lauenburg, se construyeron más estructuras barrocas. Cuando su segundo hijo, Augusto Jorge, murió sin herederos en 1771, Baden-Baden fue heredado por los gobernantes de Baden-Durlach, reunificando así a los dos margraviatos.

## Territorio

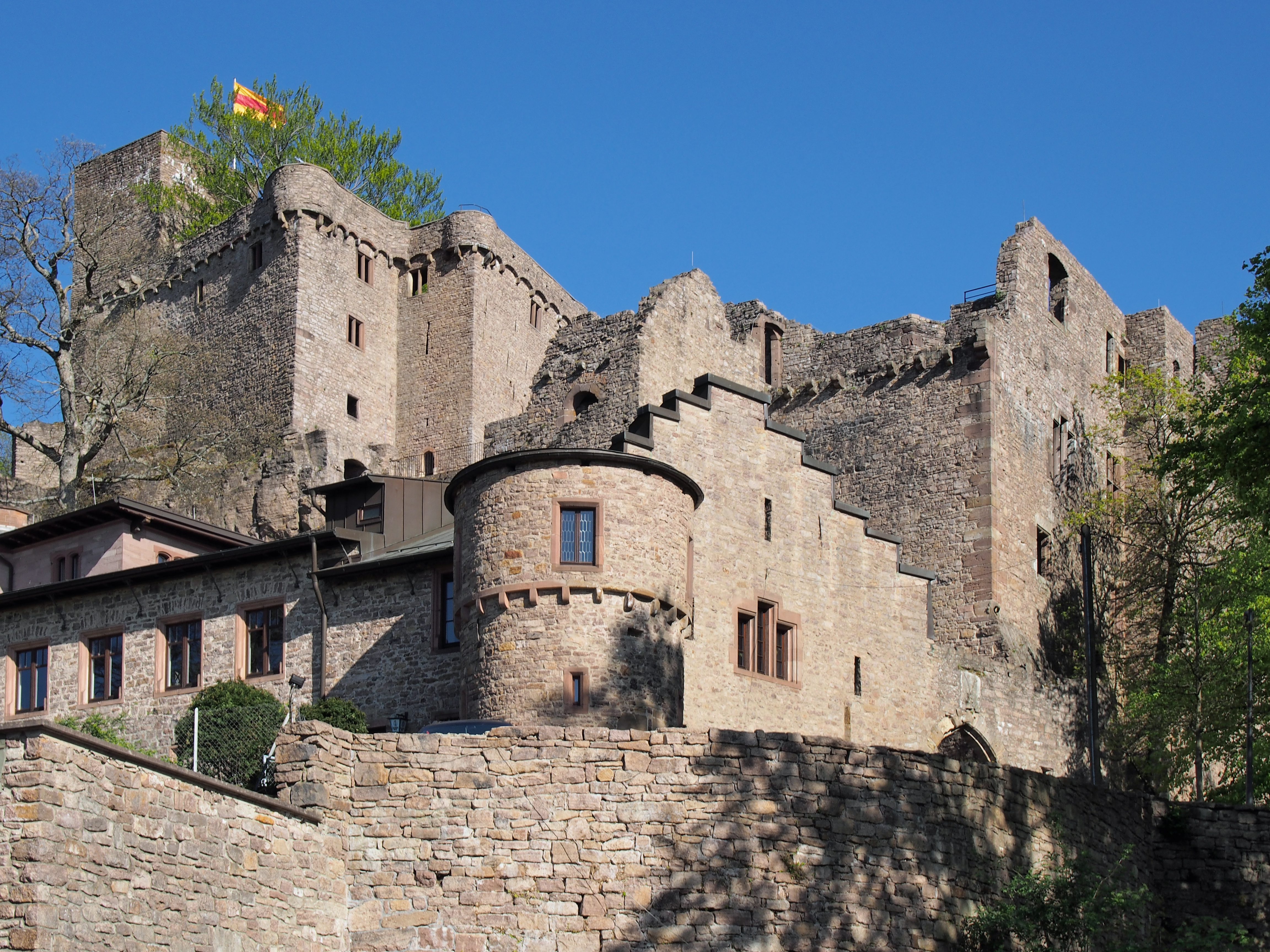
Ruinas de Schloss Hohenbaden sobre Baden-Baden, el "antiguo castillo" y sede original de la casa de Baden.

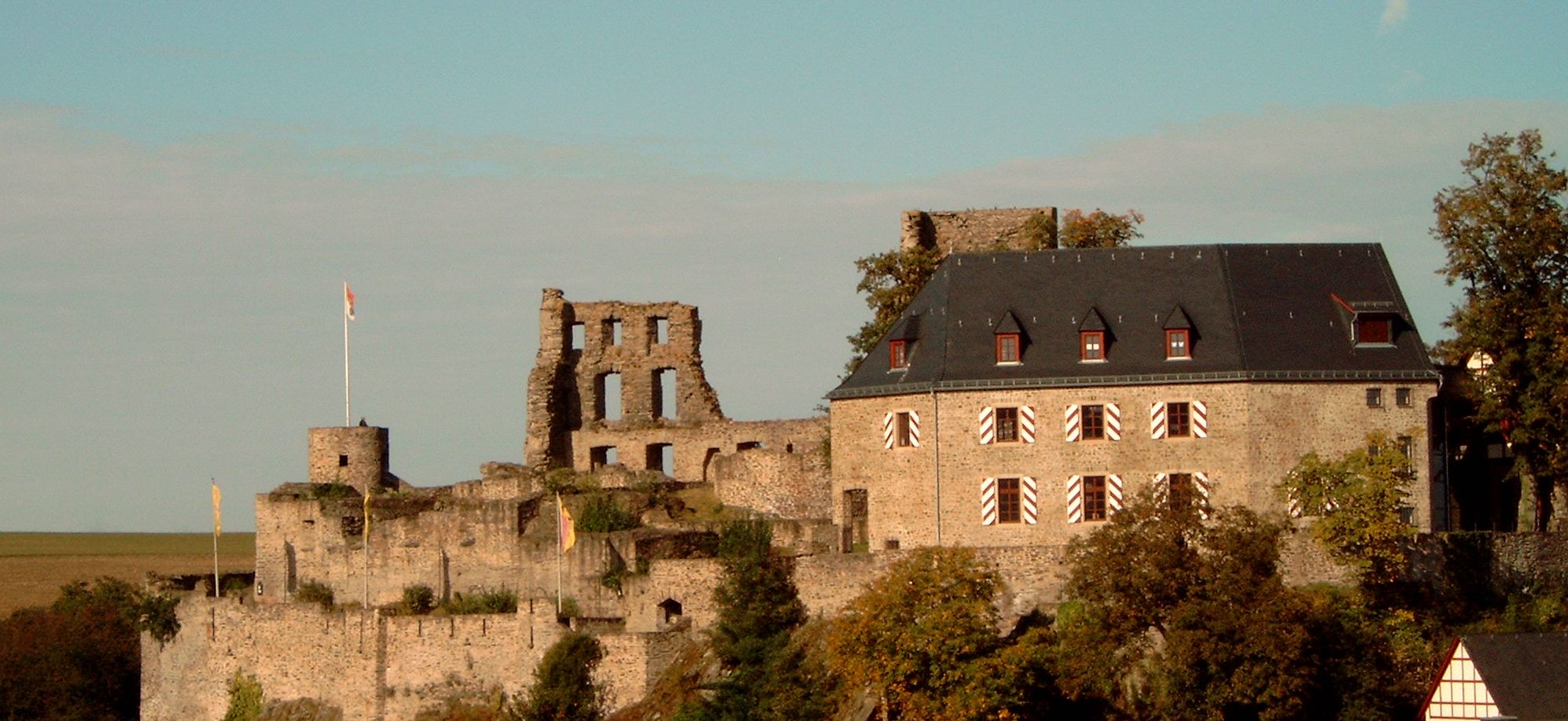
Castillo de Kastellaun en el Condado de Sponheim, residencia de Eduardo Fortunato.

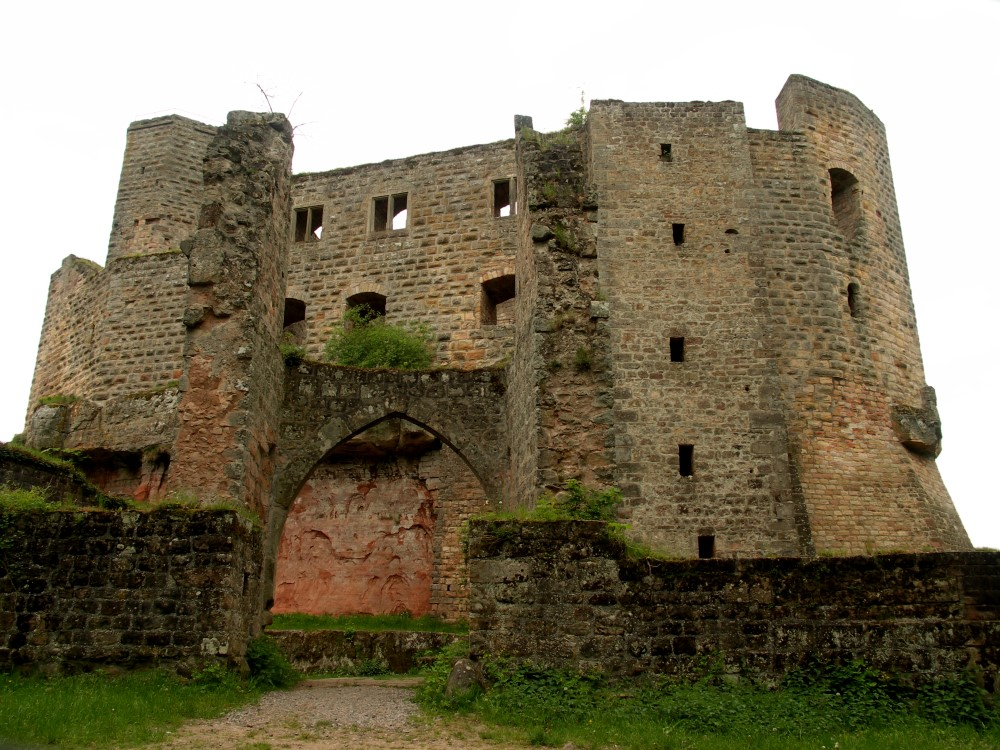
Castillo de Gräfenstein en Rodalben, centro del Señorío de Gräfenstein.

El Margraviato de Baden-Baden consistía en un área central en la margen derecha del Alto Rin medio, centrada en las ciudades de Baden y Rastatt, así como otros territorios en la región del Alto Rin.
Algunos de ellos pertenecían al Círculo de Suabia, y otros en el Círculo de Alta Renania.

### Rastatt y Baden
El territorio central se extendía desde Ettlingen hasta Steinbach. Limitaba al norte con el Margraviato de Baden-Durlach, al oeste con el río Rin, al este con el Ducado de Württemberg y al sur con Hanauerland. Otros vecinos importantes fueron el Palatinado del Rin, el Principado episcopal de Espira y la Ciudad imperial libre de Estrasburgo.
La residencia y capital del margrave fue Baden hasta 1705 y, a partir de entonces, Rastatt. Las ciudades de Ettlingen, Kuppenheim, Steinbach y Stollhofen sirvieron como centros administrativos, a través de los cuales se administraban los asentamientos más pequeños y el campo. Las ciudades alsacianas de Seltz y Beinheim, ubicadas en la orilla izquierda del Rin, justo enfrente de Rastatt, también pertenecían a Baden-Baden. Malsch, que inicialmente formaba parte de Württemberg, pasó a formar parte de Baden en 1603. Illingen era un enclave, perteneciente a Espira, pero rodeado en su totalidad por el territorio de Baden-Baden.
Hasta 1660, el Condado de Eberstein, teóricamente independiente, que abarcaba la parte media del valle del Murg y tenía su ciudad principal en Gernsbach, formaba parte de facto de Baden-Baden. Tras la extinción de la línea de Eberstein en 1660, Baden-Baden dividió el territorio con Espira.
En 1688, el núcleo territorial se amplió hacia el sur hasta Bühl, que sustituyó a Steinbach como centro administrativo local durante el siglo XVIII. En este período, Kuppenheim también quedó eclipsado como centro administrativo por Rastatt.

### Otros Territorios del Alto Rin
Hasta 1629, Baden-Baden compartió el control de Lahr-Mahlberg con Nassau-Saarbrücken. Después de eso, dividieron el territorio: Lahr se fue a Nassau-Saarbrücken, mientras que Mahlberg, Kippenheim y Friesenheim se dirigieron a Baden-Baden. En 1693, el margrave Louis William adquirió Burg  Staufenberg cerca de Durbach. Después de que los franceses abandonaron Kehl, el emperador Leopoldo I lo asignó a Baden-Baden en 1698. En 1701, Baden-Baden también recibió los derechos sobre el Landvogty de Offenburg.

### Condado de Sponheim
En los ríos Mosela y Nahe y en Hunsrück , Baden-Baden compartía la soberanía sobre los condados delanteros y traseros de Sponheim con el Palatinado Electoral y varias líneas colaterales del Palatinado. El condado interior comprendía los distritos modernos de Bernkastel-Wittlich y Birkenfeld. Sus centros administrativos eran Birkenfeld , Allenbach , Dill , Herrstein , Winterburg , Kastellaun y Trarbach . El condado de Fore estaba situado en Hunsrück y en el Río Nahe, y se extendía hasta el Hesse Renano. Las ciudades más importantes fueron Kirchberg , Gemünden , Kreuznach y Sprendlingen.

### Otros Territorios al Oeste del Rin
Los margraves controlaban Rodemack, Useldingen y Hesperange en el actual territorio de Francia. En el Bosque del Palatinado eran propietarios del señorío de Gräfenstein, que habían compartido con la familia Leiningen hasta 1557. Después de la destrucción del castillo de Gräfenstein en 1635, el margrave trasladó la administración a Rodalben.

## Historia
El Margraviato de Baden-Baden se creó en 1535, como resultado de la división del Margraviato de Baden. En el siglo XVI estuvo fuertemente influenciada por Baviera . Entre 1594 y 1622, el territorio estuvo bajo la ocupación del Margraviato de Baden-Durlach. El territorio sufrió graves daños por la guerra de los Treinta Años y la guerra de los Nueve Años . Los ricos soberanos Luis Guillermo de Baden y Sibila mantuvieron una costosa cultura cortesana y construyeron muchas estructuras seculares y religiosas en estilo barroco . Después de la muerte de Augusto Jorge en 1771, el margraviato fue heredado por Carlos Federico de Baden-Durlach.

### Creación

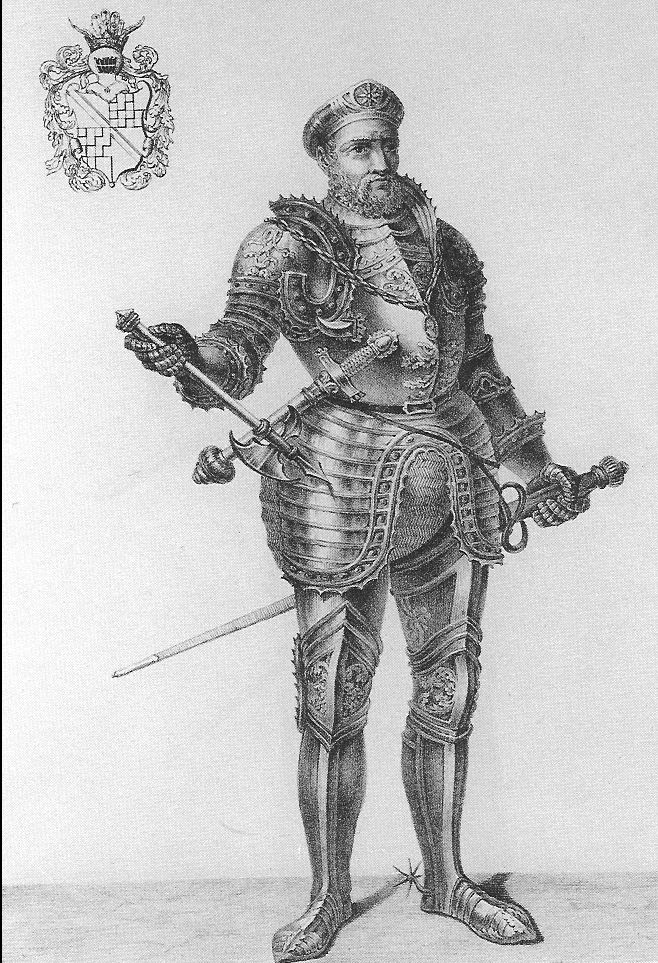
Bernardo III, margrave de Baden-Baden

El Margraviato de Baden-Baden se creó como resultado de dos divisiones territoriales del Margraviato de Baden.
En 1503, el margrave Cristóbal I de Baden había reunificado el Margraviato de Hachberg-Sausenberg con el Margraviato de Baden (del que se había separado en 1306) y gobernaba sobre un territorio geográficamente disperso pero políticamente unificado, que incluía el área alrededor de su residencia en la ciudad de Baden-Baden, señoríos en la parte sur de la región del Alto Rin y estados al oeste del Rin. Tenía la intención de evitar una repartición del margraviato estableciendo a su hijo, Felipe, como único heredero. Sin embargo, el hermano mayor de Felipe, Bernardo III de Baden-Baden, no aceptó el testamento de su padre y fue exiliado a Borgoña como castigo. El hermano menor de Felipe, Ernesto, también se rebeló con la ayuda de su suegro, Federico I, margrave de Brandeburgo-Ansbach . Cristóbal finalmente cedió e ideó una división de su territorio en tres partes en 1515: Bernardo recibió las áreas al oeste del Rin, Felipe obtuvo el territorio central alrededor de Baden y Ernesto recibió los estados al sur.
Cuando Felipe murió en 1533, sin herederos varones, Bernardo y Ernesto inicialmente planearon gobernar juntos el territorio central. Sin embargo, pronto entraron en conflicto y decidieron dividirlo. Bernhard estableció la línea divisoria (que en su mayor parte seguía el río Alba) y Ernest pudo elegir las porciones. Eligió la zona al norte del Alba. Los territorios que cada uno de los hermanos había recibido en 1515 permanecieron sin cambios gracias a este acuerdo. Después de la nueva división, Bernardo gobernó las zonas al oeste del Rin y la parte del territorio central al sur del Alb. Ernesto trasladó su residencia a Pforzheim y desde entonces fue nombrado Margrave de Baden-Pforzheim, mientras que Bernardo permaneció en Baden y fue nombrado Margrave de Baden-Baden. Los hermanos continuaron las negociaciones sobre los detalles de la división y sólo a finales de 1536 llegaron a un acuerdo gracias a la mediación de Luis V del Palatinado. Este acuerdo quedó documentado en un tratado firmado en Heidelberg.
Los herederos de Bernhard, que continuaron gobernando su Margraviato hasta 1771, recibieron el nombre de "Línea Bernardina" de la Casa Baden, en su honor.

### Estrecha Alianza con Baviera

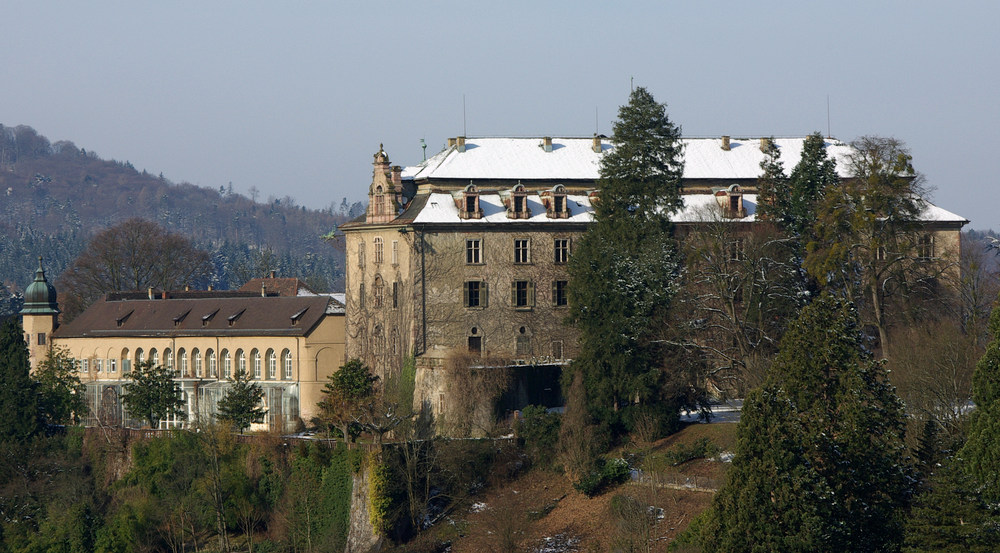
El Nuevo Castillo en Baden-Baden fue la residencia de los Margraves hasta 1705

Cuando Bernardo murió en 1536, su hijo mayor, Filiberto, era un recién nacido y su segundo hijo, Cristóbal, aún no había nacido. Ernesto reclamó los territorios de Bernardo para sí mismo e intentó presionar con su reclamo ante el Reichskammergericht en Espira, pero se le opuso la viuda de Bernardo, Francisca de Luxemburgo, y la hija de Felipe, María Jacoba, que presionaron por una regencia. Juan II de Simmern, Guillermo IV de Eberstein y el duque Guillermo IV de Baviera (marido de María Jacoba) fueron designados como tutores legales de los jóvenes príncipes. Henry de Fleckenstein, señor imperial, fue designado como el regente real en Baden-Baden.
Filiberto creció en Múnich y asumió el control del gobierno cuando cumplió veinte años en 1556. En 1557, se casó con Mechthild de Baviera, que era cuatro años mayor que él y lo conocía desde la infancia. Luchó en Hungría contra Solimán el Magnífico y en Francia contra los hugonotes. Murió en 1569, durante la última campaña, cuando su hijo Felipe II tenía sólo diez años.
El tutor legal de Felipe II fue el duque Alberto V de Baviera. Hizo que el joven margrave fuera educado en Ingolstadt por los jesuitas en las doctrinas de la Contrarreforma y lo instaló como gobernante de Baden-Baden en 1571, cuando tenía doce años. Otón Enrique von Schwarzenberg, regente de Baden-Baden desde 1570, estuvo completamente bajo el control de Alberto V. De 1572 a 1582, tuvo la residencia de Felipe, el Nuevo Castillo de Baden-Baden ampliado por el arquitecto Caspar Weinhart, en estilo renacentista italiano.
La música jugó un papel central en la corte. Se informa que en 1582 había más de doscientos instrumentos musicales en el Nuevo Castillo. Felipe II murió repentinamente en 1588 a la edad de veintinueve años, dejando al margraviato grandes deudas, pero sin heredero.

### Ocupación del Alto Baden

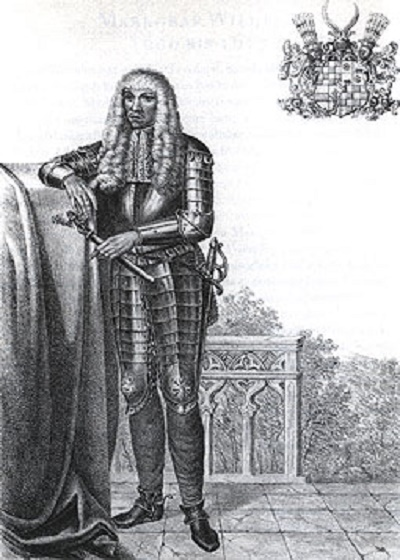
Eduardo Fortunato de Baden-Baden

Tras la muerte de Felipe, su primo Eduardo Fortunato se convirtió en el margrave reinante. Era nieto de Bernardo III de Baden-Baden por su hijo Cristóbal II y había crecido en Londres, recibiendo su nombre de la Reina Isabel I, que era su madrina. Debido a su lujoso estilo de vida, las deudas del margraviato crecieron aún más. Eduardo trató de resolver este problema dando a dos italianos, Francesco Muskatelli y Paul Pestalozzi, rienda suelta a las bóvedas del sótano de Yburg , donde debían trabajar en la alquimia y la falsificación de dinero. Cuando el emperador Rodolfo II decidió poner Baden-Baden bajo administración, como resultado de sus elevadas deudas, instaló al margrave Ernesto Federico de Baden-Durlach sobre el territorio central de Baden-Baden en noviembre de 1594. Eduardo Fortunato respondió pidiendo a los dos italianos que envenenaran a Ernesto Federico. Sin embargo, el plan fracasó y la pareja fue desmembrada. Eduardo Fortunato se retiró a sus territorios al oeste del Río Rin, donde murió en un accidente en 1600. La ocupación de Baden-Baden se conoce como la "Ocupación del Alto Baden".

### Guerra de los Treinta Años

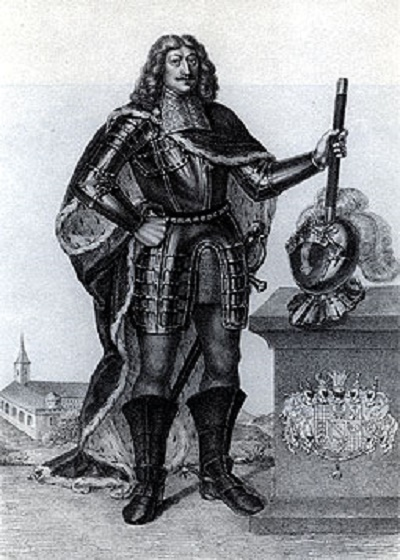
Guillermo, Margrave de Baden-Baden (1622-1677)

Jorge Federico , que se convirtió en margrave de Baden-Durlach tras la muerte de su hermano en 1604, tomó ambas partes de Baden en la guerra de los Treinta Años del lado protestante. El Ejército de Baden, que había consistido en 200 jinetes y 600 infantes en 1600, había crecido a 20.000 hombres en 1620. Cuando el ejército de Ernesto de Mansfeld se acercó al Alto Rin en 1622, Jorge Federico intentó fusionar el Ejército de Baden con el ejército de Mansfeld. Sin embargo, los dos comandantes no pudieron ponerse de acuerdo sobre cuál de ellos debería tener el mando supremo, por lo que Jorge Federico tuvo que luchar solo contra las fuerzas de Tilly en la Batalla de Wimpfen. Ambos bandos sufrieron grandes pérdidas en la batalla, que tuvo lugar el 6 de mayo de 1622, pero Tilly salió victorioso. Ese mismo verano, los católicos victoriosos instalaron a Guillermo, hijo de Eduardo Fortunato, como margrave de Baden-Baden, poniendo fin a la ocupación del Alto Baden.
En 1632, los suecos, bajo el mando del rey Gustavo Adolfo de Suecia, conquistaron el Alto Rin, incluida Baden-Baden. En 1633, devolvieron el control de Baden-Baden a Baden-Durlach. Sin embargo, inmediatamente después de que los suecos y sus aliados (incluido Baden-Durlach) fueran derrotados en la batalla de Nördlingen en 1634, Guillermo tomó de nuevo el control de Baden-Baden, apoderándose también de una parte del territorio de Baden-Durlach. En los años siguientes, la ciudad de Baden sufrió el paso de ejércitos enemigos: fue saqueada tres veces entre 1642 y 1644. La población del margraviato disminuyó durante la guerra en más del 50%. En la Paz de Westfalia, la situación territorial en Baden fue restaurada a como había sido en 1550. Sin embargo, dado que Francia había anexado gran parte de Alsacia, Baden-Baden ahora se encontraba en la frontera occidental del Sacro Imperio Romano Germánico.

### La guerra de Luis el turco

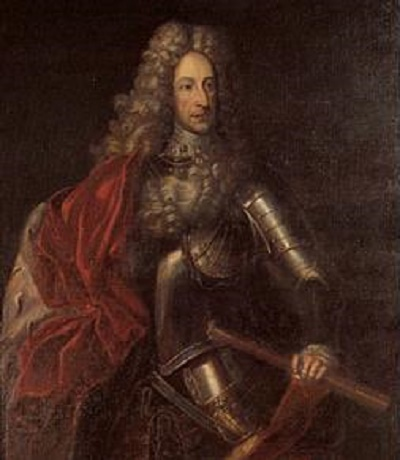
Luis I "el turco" margrave de Baden-Baden (1677-1707)

El período posterior a la guerra de los Treinta Años estuvo marcado por la inmigración y la reconstrucción. El hijo mayor de Guillermo, Fernando Maximiliano, se mudó a París, donde se casó con Luisa Cristina de Saboya y tuvo un hijo, al que llamó en honor al rey Luis XIV. Este hijo, Luis Guillermo, se convertiría en el gobernante más famoso de Baden-Baden, debido a su servicio como general del Sacro Imperio Romano Germánico. Después de una disputa con su esposa, Fernando Maximiliano regresó a Baden-Baden con su hijo y se volvió a casar con María Magdalena de Oettingen-Baldern. Nunca asumió el control del margraviato porque falleció antes que su padre en un accidente de caza en 1669. Luis Guillermo, que entonces tenía catorce años, fue enviado al Grand Tour por su abuelo un año después, durante el cual visitó Ginebra, Milán, Florencia, Roma, Venecia e Innsbruck, entre otros lugares. Después de eso, regresó a Baden-Baden, a los 19 años, y se alistó en el Ejército Imperial, donde ascendió rápidamente de rango.
Tras la muerte de Guillermo en 1677, Luis Guillermo se convirtió en margrave, pero sólo visitó Baden-Baden en raras ocasiones debido a sus obligaciones militares. También estuvo ausente en 1688, cuando el Real ejército francés cruzó el Rin bajo el mando del general Mélac y entró en la guerra de los Nueve Años. En 1689, Mélac quemó sistemáticamente todas las ciudades y pueblos de Baden, excepto Gernsbach. Mientras la ciudad de Baden ardía el 24 de agosto de 1689, Luis Guillermo luchaba contra los turcos en los Balcanes, donde fue ascendido al puesto de comandante en jefe del ejército imperial el 6 de septiembre de 1689.
Para dar a su exitoso comandante los recursos necesarios para reconstruir su patria, el emperador Leopoldo intentó casar a Luis Guillermo con Ana María, la hija mayor de Julio Francisco, duque de Sajonia-Lauenburgo, que había muerto en septiembre de 1689, dejando a sus dos hijas una herencia sustancial. Cuando la visitó en el castillo de Zákupy en Bohemia en enero de 1690, se enamoró de la hermana de catorce años de Ana María, Francisca Sibilla. Se casó con ella el 27 de marzo de 1690. Poco después, Luis Guillermo regresó a la guerra. Después de la batalla de Slankamen, su mayor triunfo, fue ascendido al rango de teniente general e ingresó en la Orden del Toisón de Oro. El emperador luego lo transfirió al frente occidental y le dio el mando de la guerra con los turcos al primo de Luis, el príncipe Eugenio de Saboya. Tras la retirada de los franceses, Luis Guillermo y Sibila regresaron a Baden-Baden en 1693. Como resultado de sus batallas con los turcos, trajo consigo una riqueza sustancial (el botín turco de Karlsruhe) y la pareja comenzó a reconstruir el Margraviato.
En un principio, Luis Guillermo mandó reconstruir el Nuevo Palacio de Baden, pero como no lo consideraba una residencia suficiente para un teniente general imperial, mandó construir un nuevo palacio de estilo barroco a Domenico Egidio Rossi en el pueblo de Rastatt, por unos doce millones de florines. Cuando se terminó la primera construcción en 1705, la pareja gobernante y su corte se trasladaron de Baden a Rastatt, que ya se estaba convirtiendo en una ciudad. El Palacio de Rastatt fue el primer palacio barroco de la región del Alto Rin. Los palacios barrocos posteriores en Karlsruhe, Bruchsal y Mannheim probablemente se inspiraron en él. Luis Guillermo murió en Rastatt en enero de 1707 por complicaciones de una herida que había sufrido en la batalla de Schellenberg durante la guerra de sucesión española.

### Absolutismo y era barroca

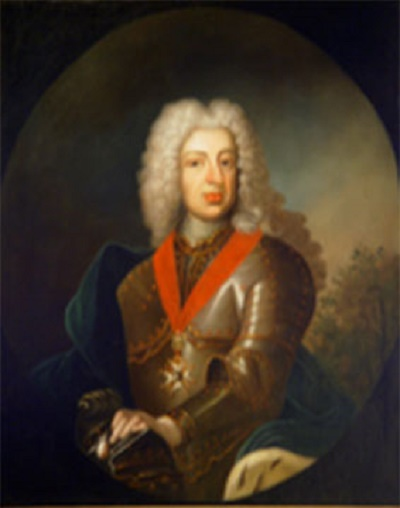
Luis Jorge I, el Jägerlouis, Margrave de Baden-Baden (1727-1761).

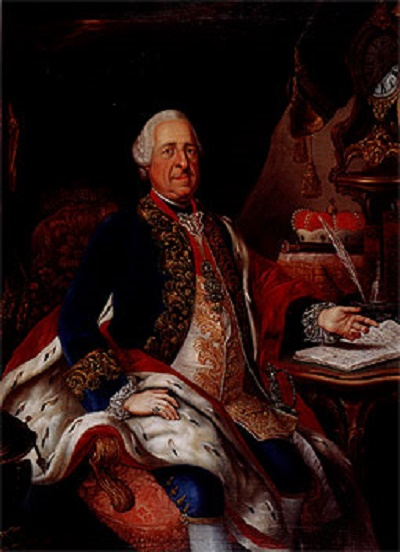
Augusto Jorge I de Baden-Baden, último margrave de Baden-Baden (1761-1771)

En su testamento, Luis Guillermo designó a su viuda, Sibilla, como regente de las Tierras Altas. En mayo de 1707, los franceses ocuparon Rastatt y Sibilla huyó con sus hijos a Ettlingen. En contra del consejo del Emperador, que la alentó a regresar a su tierra natal en Bohemia en 1707, Sibylle permaneció en Baden-Baden y asumió la regencia.
En invierno de 1713, el príncipe Eugenio y el mariscal de Villars celebraron en el castillo de Rastatt las negociaciones de paz que pusieron fin a la guerra de sucesión española, y en marzo de 1714 se firmó finalmente el Tratado de Rastatt. Este tratado no se redactó en latín, como era habitual en aquella época, sino en francés, y fue uno de los impulsores del desarrollo del francés como lengua diplomática europea. Tras la firma del tratado de paz, Sibylle regresó a Rastatt y concentró sus energías en el gobierno, las obras de construcción y la vida cortesana.
Fue una regente fuerte y no permitió que Juan Guillermo, elector palatino y el duque Leopoldo I de Lorena, a quienes Luis Guillermo había nombrado como sus tutores legales en su testamento, le quitaran el poder Confió la política interna a Carlos, Freiherr de Plittersdorf (1633-1727), que ya había trabajado estrechamente con Luis Guillermo, como jefe del tesoro. En política exterior, se carteó con las casas principescas más importantes de Europa, incluido el emperador, el rey de Francia y el elector del Palatinado. A partir de 1715, Damian Hugo Philipp von Schönborn , más tarde príncipe-obispo de Espira, sirvió como consejero personal y mantuvo una correspondencia activa con él.
Sibylle también se ocupó personalmente de la construcción. En 1707 despidió a Rossi como arquitecto de la corte y lo sustituyó por el bohemio Johann Michael Ludwig Rohrer. Inspirada por una peregrinación a la abadía de Einsiedeln, mandó construir la capilla de Einsiedeln en Rastatt en 1715. Prestó especial atención a la planificación y decoración del castillo favorito, que había construido cerca de Rastatt como residencia de verano. La decoración interior y la valiosa colección de porcelana de la margravina permanecen en el castillo hasta el día de hoy. Otros trabajos de Rohrer incluyen los Palacios de Ettlingen, Hofgut Scheibenhard, el Pagodenburg  en Rastatt y un pabellón de caza en Fremersberg cerca de la ciudad de Baden. El maestro de capilla de la corte fue otro bohemio, Johann Caspar Ferdinand Fischer, que había producido su primera obra publicada en 1695, durante el reinado de Luis Guillermo, y mantuvo el cargo hasta su muerte en 1746.
En 1727, Sibilla entregó el poder a su hijo de 25 años, Luis Jorge. Este había aprendido a hablar a los seis años y durante toda su vida se interesó más por la caza que por el gobierno. La gente se refería a él como el "Luis el cazador" (Jägerlouis en alemán) para distinguirlo de su padre, "Luis el turco" (Türkenlouis). Durante su reinado, Pedro Ernesto Rohrer sucedió a su hermano como arquitecto de la corte en 1732. Construyó el Alexiusbrunnen, el Ayuntamiento y la Iglesia de San Alejandro en Rastatt. Los dos hijos de Louis George con su primera esposa murieron en la infancia y su segunda esposa no tuvo hijos, por lo que murió sin herederos varones en 1761.

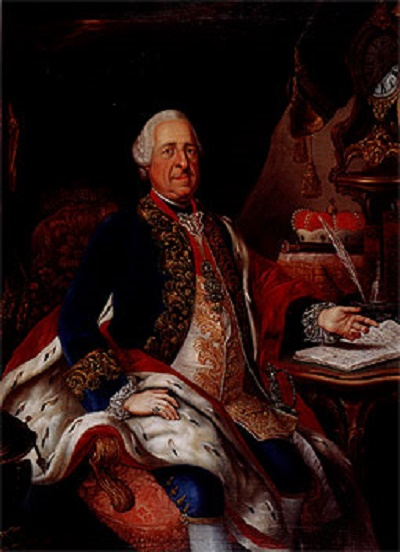
Augusto Jorge I, último margrave de Baden-Baden

Le sucedió su hermano, Augusto Jorge, originalmente sacerdote que recibió permiso del papa Clemente XII para abandonar ese cargo en 1735 y se casó con María Victoria de Arenberg. Dado que los hijos de la pareja no llegaron a la edad adulta, estaba claro que el Margraviato dejaría de existir cuando Augusto Jorge muriera.

### Reunificación de Baden
Desde su ascenso al trono, Augusto Jorge trabajó para conseguir un acuerdo de sucesión aceptable. Dado que Baden-Baden claramente sería heredada por Baden-Durlach cuando él muriera, negoció un tratado con Carlos Federico de Baden-Durlach, que se firmó en 1765. Este tratado disponía que la mayor parte del territorio de Baden-Baden sería heredado por Baden-Durlach, a excepción de las posesiones de Bohemia que habían sido traídas a posesión del margraviato por Sibila de Sajonia-Lauenburgo y serían heredadas por sus parientes. la región de Ortenau, que Luis Guillermo había recibido como feudo imperial, volvería al Emperador. El tratado también establecía que los miembros supervivientes de la familia margravial recibirían apoyo financiero y que las instituciones católicas, como la Abadía de Lichtenthal y la Stift de Baden-Baden, conservarían sus posesiones.
Para proteger la libertad religiosa de sus súbditos, Augusto Jorge impulsó la beatificación de su antepasado medieval, Bernardo II, que consiguió con éxito en 1769. Augusto Jorge eligió a Bernardo como santo patrón del Margraviato de Baden-Baden y mandó construir en su honor el Bernhardusbrunnen en Rastatt. En 1770 introdujo la enseñanza obligatoria con una ordenanza escolar nacional general.
Carlos Federico de Baden-Durlach pidió a Prusia, Inglaterra y Dinamarca que actuaran como garantes de la sucesión, mientras que Augusto Jorge pidió al papa Clemente XIII, al Elector de Maguncia Emmerich Joseph von Breidbach de Bürresheim y a María Teresa de Austria. Sin embargo, en Viena, el Consejo Áulico convocado por el emperador Francisco I desaconsejó confirmar el tratado. Después de la muerte de Augusto Jorge el 21 de octubre de 1771, Carlos Federico entró en Rastatt, reclamó su herencia e hizo que el servicio civil le jurara lealtad. Sin embargo, después de que Carlos Federico instalara a dos profesores en el antiguo colegio jesuita de la ciudad de Baden, cuyo estilo de vida no se ajustaba a las expectativas de los ciudadanos de Baden, la ciudad presentó una queja al Consejo Áulico sobre su nuevo señor. La disputa, en la que también estaba involucrada la viuda de Augusto Jorge, María Victoria, se extendió más allá de las fronteras de Alemania y solo se resolvió mediante un compromiso en 1789.

## Margraves de Baden-Baden

### Margraves de Baden-Baden (primera creación, 1190-1335)
- 1190-1243: Germán V
- 1243-1250: Germán VI
- 1250-1268: Federico I y Rodolfo I
- 1268-1288: Rodolfo I
- 1288-1297: Hesso I, junto con:
  - Rodolfo II (1288-1295)
  - Germán VII (1288-1291)
  - Rodolfo III (1288-1297)
- 1297-1332: Rodolfo III, junto con:
  - Rodolfo Hesso I
- 1332-1335: Rodolfo Hesso I

### Margraves de Baden-Baden (segunda creación, 1348-1588)
- 1348-1353: Federico III
- 1353-1372: Rodolfo VI
- 1372-1431:Bernardo I junto a
  - 1372-1391: Rodolfo VII
- 1431-1453: Jacobo I
- 1453-1475: Carlos I junto a
  - 1453-1458: Bernardo II
- 1475-1515: Cristóbal I
- 1515-1536: Bernardo III
- 1536-1569: Filiberto
- 1569-1588: Felipe II junto a
  - 1575-1620: Felipe III
  - 1588-1600: Eduardo Fortunato

1600-1622 pasa a la línea Baden-Durlach

### Margraves de Baden-Baden (tercera creación, 1622-1771)
- 1622-1677: Guillermo I
- 1677-1707: Luis Guillermo I
- 1707-1761: Luis Jorge
- 1761-1771: Augusto Jorge I

Desde 1771 pasa a formar parte del Margraviato de Baden